# Герб комуни Стремстад
Герб комуни Стремстад (швед. Strömstads kommunvapen) — символ шведської адміністративно-територіальної одиниці місцевого самоврядування комуни Стремстад.

## Історія
Стремстад отримав міські права 1672 року. На міській печатці було зображено вітрильник та скелі. Такий малюнок зустрічаємо в енциклопедії, виданій 1918 року. Цей герб отримав королівське затвердження 1940 року як символ міста Стремстада. 
Після адміністративно-територіальної реформи, проведеної в Швеції на початку 1970-х років, муніципальні герби стали використовуватися лишень комунами. Тому з 1971 року цей герб представляє комуну Стремстад, а не місто. Новий герб комуни Стремстад офіційно зареєстровано 1974 року.

## Опис (блазон)
У синьому полі над відділеною хвилясто срібною основою з чорним тригорбом пливе золотий трьохмачтовий вітрильний корабель. 

## Зміст
Корабель вказував на роль міста у розвитку судноплавства після підписання Роскілльського мирного договору. Хвиляста основа підкреслює розташування комуни над морем. Чорний тригорб характеризує місцеві скелясті береги.